# Радановци (Ливно)
Радановци су насељено мјесто у Босни и Херцеговини, у граду Ливну, које административно припада Федерацији Босне и Херцеговине. Према попису становништва из 2013. године, у насељу је живјело свега 16 становника. Сви становници су били Срби.

## Географија
Смештено је између села Бојмунте и Врбица на почетку локалног пута који се одваја од регионалног пута Ливно-Босанско Грахово.

## Становништво
Године 1991. у селу је живјело 70 становника, од чега 70 Срба.
| Националност | 2013. | 1991. | 1981. | 1971. | 1961. |
| Срби         | 16    | 70    | 83    | 131   | 162   |
| Југословени  | —     |       | 9     |       |       |
| Укупно       | 16    | 70    | 92    | 131   | 172   |

| Демографија | Демографија | Демографија |
| Година      | Становника  | Становника  |
| ----------- | ----------- | ----------- |
| 1961.       | 172         |             |
| 1971.       | 131         |             |
| 1981.       | 92          |             |
| 1991.       | 70          |             |
| 2013.       | 16          |             |